# CASE (informatyka)
CASE (ang. Computer-Aided Software Engineering) – technika komputerowego wspomagania tworzenia, utrzymywania i rozbudowy oprogramowania.
- Funkcje CASE-a to analiza, projektowanie i programowanie.
- Narzędzia CASE automatyzują metody projektowania, dokumentacji oraz tworzenia struktury kodu programu w wybranym języku programowania, najczęściej w programowaniu obiektowym.

Typowymi narzędziami CASE są:
- narzędzia do modelowania w języku UML i podobnych,
- narzędzia do zarządzania konfiguracją zawierające system kontroli wersji,
- narzędzia do refactoringu.